# Episodi de I Simpson (trentesima stagione)
La trentesima stagione de I Simpson è andata in onda negli Stati Uniti d'America dal 30 settembre 2018 al 12 maggio 2019 su Fox.
L'episodio Impazzito per il giocattolo è il 650º della serie.
In Italia l'episodio 4 è stato trasmesso il 31 ottobre 2019 su Italia 1 nello speciale di Halloween; l'episodio 10, essendo a tema natalizio, è stato trasmesso il 23 dicembre 2019, mentre il resto degli episodi è stato trasmesso dal 18 novembre al 16 dicembre 2019.
Inoltre, Nino D'Agata, ritirato, voce del reverendo Lovejoy e di Lou fino alla stagione precedente, viene sostituito da Enzo Avolio.
| N° | Codice di produzione | Titolo italiano                             | Titolo originale                   | Prima TV USA      | Prima TV Italia  |
| -- | -------------------- | ------------------------------------------- | ---------------------------------- | ----------------- | ---------------- |
| 1  | XABF19               | Bart non è morto                            | Bart's Not Dead                    | 30 settembre 2018 | 18 novembre 2019 |
| 2  | XABF15               | Sfida sull'isola                            | Heartbreak Hotel                   | 7 ottobre 2018    | 19 novembre 2019 |
| 3  | XABF17               | Il Paradiso a modo mio                      | My Way or the Highway to Heaven    | 14 ottobre 2018   | 20 novembre 2019 |
| 4  | XABF16               | La paura fa novanta XXIX                    | Treehouse of Horror XXIX           | 21 ottobre 2018   | 31 ottobre 2019  |
| 5  | XABF18               | Baby non puoi guidare la mia auto           | Baby You Can't Drive My Car        | 4 novembre 2018   | 21 novembre 2019 |
| 6  | XABF20               | Dalla Russia senza amore                    | From Russia Without Love           | 11 novembre 2018  | 22 novembre 2019 |
| 7  | XABF21               | Marge lavorattrice                          | Werking Mom                        | 18 novembre 2018  | 25 novembre 2019 |
| 8  | XABF22               | Krusty il Clown                             | Krusty the Clown                   | 25 novembre 2018  | 26 novembre 2019 |
| 9  | YABF01               | Il buio oltre casa Simpson                  | Daddicus Finch                     | 2 dicembre 2018   | 27 novembre 2019 |
| 10 | YABF02               | È la trentesima stagione                    | Tis the 30th Season                | 9 dicembre 2018   | 23 dicembre 2019 |
| 11 | YABF03               | Impazzito per il giocattolo                 | Mad About the Toy                  | 6 gennaio 2019    | 28 novembre 2019 |
| 12 | YABF04               | La bambina dello scuolabus                  | The Girl on the Bus                | 13 gennaio 2019   | 29 novembre 2019 |
| 13 | YABF06               | Sto ballando più grasso che posso           | I'm Dancing as Fat as I Can        | 20 gennaio 2019   | 2 dicembre 2019  |
| 14 | YABF05               | Il clown resta nel film                     | The Clown Stays in the Picture     | 17 febbraio 2019  | 3 dicembre 2019  |
| 15 | YABF07               | Chi rompe paga                              | 101 Mitigations                    | 3 marzo 2019      | 4 dicembre 2019  |
| 16 | YABF08               | Ti voglio (Lei è veramente pesante)         | I Want You (She's So Heavy)        | 10 marzo 2019     | 5 dicembre 2019  |
| 17 | YABF09               | Cliccatevi il calzino                       | E My Sports                        | 17 marzo 2019     | 6 dicembre 2019  |
| 18 | YABF10               | Bart contro Grattachecca e Fichetto         | Bart vs. Itchy & Scratchy          | 24 marzo 2019     | 9 dicembre 2019  |
| 19 | YABF11               | La ragazza nella banda                      | Girl's in the Band                 | 31 marzo 2019     | 10 dicembre 2019 |
| 20 | YABF12               | Sono solo una ragazza che non sa dire "Doh" | I'm Just a Girl Who Can't Say D'oh | 7 aprile 2019     | 11 dicembre 2019 |
| 21 | YABF14               | D'oh Canada                                 | D'oh Canada                        | 28 aprile 2019    | 12 dicembre 2019 |
| 22 | YABF15               | Chi è stato?                                | Woo-Hoo Dunnit?                    | 5 maggio 2019     | 13 dicembre 2019 |
| 23 | YABF16               | Persuasione con i cristalli dai capelli blu | Crystal Blue-Haired Persuasion     | 12 maggio 2019    | 16 dicembre 2019 |

## Bart non è morto
- Titolo originale: Bart's Not Dead
- Sceneggiatura: Stephanie Gillis
- Regia: Bob Anderson
- Messa in onda originale: 30 settembre 2018
- Messa in onda italiana: 18 novembre 2019

Bart prende parte a una sfida che lo vede finire in ospedale. Cercando di coprire sé stesso ed Homer, Bart fa un reclamo per incontrare Gesù in Paradiso. Quando alcuni produttori di film cristiani vogliono fargli un'offerta per un film, Bart inizia a sentirsi colpevole per aver ingannato.
- Guest star: Dave Attell (Luke), Emily Deschanel (sé stessa nel ruolo di Marge), Gal Gadot (sé stessa nel ruolo di Lisa), Jonathan Groff (attore che interpreta Bart), Pete Holmes (Matthew)
- Gag del divano: Una fluttuante TV futuristica mostra una clip del primo episodio della prima stagione dei Simpson ("Un natale da cani"). All'improvviso, una mano aliena verde spegne la TV attraverso controllo remoto. Quindi si passa a una versione verde aliena della famiglia che siede su un divano fluttuante futuristico in una versione futurizzata del soggiorno. L'alieno Homer così inizia a chiedere agli altri circa la voce vera di Homer.
- Frase alla lavagna: assente
- Curiosità: il titolo originale dell'episodio allude al film God's Not Dead.

## Sfida sull'isola
- Titolo originale: Heartbreak Hotel
- Sceneggiatura: Renee Ridgeley & Matt Selman
- Regia: Steven Dean Moore
- Messa in onda originale: 7 ottobre 2018
- Messa in onda italiana: 19 novembre 2019

Marge e Homer diventano i concorrenti dello show americano The Amazing Place, il sogno di tutta la vita di Marge. Tuttavia Homer finisce per rovinare tutto, venendo così cacciato alla prima sfida e facendo arrabbiare Marge, specialmente dal momento in cui vengono a conoscenza del fatto che dovranno passare sei settimane nell'hotel dell'aeroporto. Quando gli viene offerta una seconda possibilità per sfidarsi tra di loro, Marge scambierà Homer con un altro partner, guastando l'intera competizione. Quest'ultimo diventa tanto impassibile che per la prima volta, le persone provano dispiacere per lui e non per Marge.
- Guest star: Joe Clabby (Curtis), Rhys Darby (Tag Sfinimondo[6], doppiato in italiano da Massimo De Ambrosis), Renee Ridgeley (Honey), George Segal (Nick)
- Gag del divano: assente
- Frase alla lavagna: assente

## Il Paradiso a modo mio
- Titolo originale: My Way or the Highway to Heaven
- Sceneggiatura: Dan Castellaneta, Deb Lacusta & Vince Waldron
- Regia: Rob Oliver
- Messa in onda originale: 14 ottobre 2018
- Messa in onda italiana: 20 novembre 2019

L'episodio si svolge in Paradiso dove troviamo San Pietro e Dio. Quest'ultimo decide di aprire le porte del Paradiso ad alcune categorie di persone.
- Guest star: H. Jon Benjamin (Bob Belcher, doppiato in italiano da Roberto Stocchi), Jon Lovitz (sé stesso), Dan Mintz (Tina Belcher, doppiata in italiano da Alessio Puccio), Eugene Mirman (Gene Belcher, doppiato in italiano da Alessio De Filippis), Tracy Morgan (sé stesso), John Roberts (Linda Belcher, doppiata in italiano da Davide Lepore) e Kristen Schaal (Louise Belcher, doppiata in italiano da Perla Liberatori)
- Guest star italiane: Alessandro Rossi (Dio), Pino Ammendola (San Pietro) e Enzo Avolio (Gesù)
- Gag del divano: Homer si trova nel ristorante Bob’s Burgers durante la sequenza di apertura dello show mentre i membri della famiglia Belcher lo guardano da fuori e fanno qualche commento.
- Frase alla lavagna: assente

## La paura fa novanta XXIX
- Titolo originale: Treehouse of Horror XXIX
- Messa in onda originale: 21 ottobre 2018
- Messa in onda italiana: 31 ottobre 2019

Le storie questa volta sono quattro:
- La zuppa verde di vongole
- L'episodio inizia a Fogburyport, luogo di nascita di Green Clam Chowder. La famiglia Simpson arriva lì perché un libro dice che è un posto da visitare prima di morire. Tuttavia la visita si rivela essere una trappola e quindi loro verranno divorati da un mostro chiamato Cthulhu. Tuttavia Homer afferma che gli era stata promessa inoltre una gara di mangiata di ostriche: così ne viene organizzata una contro Cthulhu, che viene battuto dal capofamiglia Simpson. Successivamente alla sfida, Cthulhu vomita e chiede cosa vuole Homer come ricompensa. Homer quindi dice "Voglio mangiarti."
- L'invasione degli ultra-pod
- Il segmento inizia alla base subacquea di Mapple, dove Steve Mobbs (da un maxi-schermo) presenta il nuovo Myphone e il suo alter-ego meno divertente a un pubblico interessato al prodotto. Mentre tutti fissano i propri telefoni, lo Steve meno divertente si rivela essere un alieno vegetale in missione. Infatti dal pianeta delle piante, sparano spore alla Terra. A Springfield, tutti si trasformano in versioni vegetali di sé stessi. I cittadini trasformati vengono trasportati su un pianeta vegetale utopico senza tecnologia. La gente delle piante vede i cittadini con baccelli (prodotti Mapple) e chiedere dove li hanno trovati. Bart dice che lo hanno trovato sotto l'albero di Natale vivente.
- Multip-lisa-ta
- Dopo un pigiama party in casa Van Houten, Milhouse, Nelson e Bart si ritrovano in una cella, intrappolati da Lisa, affetta da un disturbo della personalità multipla (simile al personaggio di James McAvoy del film Split), che li richiude nuovamente risparmiando la loro vita. Lisa attacca e uccide Milhouse e Nelson, prima che Bart le chieda cosa le è successo a cui Lisa racconta la storia: Bart ha preso il test di ortografia di Lisa, cambiando le sue risposte, per deridere la signorina Hoover e far prendere a Lisa un pessimo voto. Quest'ultima ha un ultimo cambiamento e dà a Bart un'ultima possibilità di salvarsi e lui si redime, salvandosi dall'essere ucciso dalla spazzatura, mentre Milhouse si è trasformato in un "giornale umano".
- Geriatric Park
- In una parodia di Jurassic Park, Il signor Burns apre una casa di riposo a tema giurassico, un parco pieno di anziani ringiovaniti che mescolano il loro DNA con i dinosauri. Così porta gli abitanti di Springfield al parco, mostrando loro la nuova "casa di riposo". In un primo momento gli anziani si sentono più vivaci, simpatici e con una forza sovrumana. Una volta che Homer alza la temperatura dopo che il nonno si lamenta della bassa gradazione tutti i vecchi diventano dinosauri. I visitatori e il signor Burns vengono uccisi dagli anziani, Agnes Skinner (Ludodactylus) mangia il braccio di suo figlio Seymour, Jasper (Dilophosaurus) morde la testa di Kirk Van Houten, e la famiglia Simpson viene minacciata dal nonno e da Jacqueline Bouvier (trasformati rispettivamente in un Indominus rex-come theropod e un Parasaurolophus). Lisa affronta coraggiosamente il nonno e scopre che avevano solo bisogno di essere amati e rispettati. Alla fine, la famiglia Simpson fugge viva e incolume, anche se il loro elicottero sta volando sulle spalle della trasformata Agnes.

- Guest stars: nessuna
- Gag del divano:  assente
- Frase alla lavagna:  assente
- Note:  Nell'edizione italiana, il gioco di parole (presente nel primo segmento L'invasione degli ultra-pod) che verte tra "la rosa dei Glasgow Rangers" e il cognome "Rooney", è stato adattato con "i giocatori della squadra del Sassari" e il cognome "Puddu".

## Baby non puoi guidare la mia auto
- Titolo originale: Baby You Can't Drive My Car
- Sceneggiatura: Rob Lazebnik
- Regia: Timothy Bailey
- Messa in onda originale: 4 novembre 2018
- Messa in onda italiana: 21 novembre 2019

Homer viene licenziato dal signor Burns e deve trovarsi un altro lavoro. Comincia a lavorare in una start-up nel campo dell'alta tecnologia: la CarGo. Dopo averne visto i vantaggi, a questo lavoro si unisce anche Marge. Successivamente si uniscono anche gli impiegati della Centrale Nucleare del signor Burns. Quest'ultimo, insieme a Smithers, Homer e Marge (annoiati dalla manipolazione delle loro vite tramite le auto), manomettono e disattivano i sistemi di controllo della CarGo, nel frattempo andata in bancarotta. Così, alla fine, Homer chiede a Burns, invano, se ci fosse possibilità di trovare un impiego a lui e a Marge insieme.
- Guest star: Tracy Morgan
- Gag del divano: La famiglia arriva nel soggiorno e si siede su cinque cyclette rispettivamente. A un certo punto, Marge, Lisa, Maggie e Bart usano le cyclette per lasciare la stanza, lasciando solo Homer nella stanza. Poiché la sua cyclette non si muove, Homer esprime ancora una volta il suo disappunto.
- Frase alla lavagna: assente

## Dalla Russia senza amore
- Titolo originale: From Russia Without Love
- Sceneggiatura:
- Regia:
- Messa in onda originale: 11 novembre 2018
- Messa in onda italiana: 22 novembre 2019

Dopo uno scherzo telefonico fallito, Bart, Nelson e Milhouse ordinano sul Dark Web una sposa russa per corrispondenza per Boe. La donna, che si chiama Anastasia Alekova, e aiuta Boe a migliorare il suo bar. Lui però teme che gli si spezzerà di nuovo il cuore come è già successo in passato, e cerca di prendere le distanze da lei.
- Guest star:
- Gag del divano: I Simpson a forma di tostapane dal divano che è la loro piastra, ma quando Homer cerca di farsi rendere più cotto, si brucia tutto, dicendo ''D'oh''.
- Frase alla lavagna: Non ordinerò ratte gravide (scritto sulla strada durante l'episodio)

## Marge lavorattrice
- Titolo originale: Werking Mom
- Sceneggiatura:
- Regia:
- Messa in onda originale: 18 novembre 2018
- Messa in onda italiana: 25 novembre 2019

Con l'aiuto di Julio, Marge finge di essere una drag queen per diventare una venditrice Tubberware di successo. Nel frattempo, Lisa si sente bene dopo aver restituito una scatola nascosta che apparteneva a Jasper quando era un bambino, quindi fa piccole cose per cercare di rendere felici le altre persone.
- Guest star: Assente
- Gag del divano: Assente
- Frase alla lavagna: Assente

## Krusty il Clown
- Titolo originale: Krusty The Clown
- Sceneggiatura:
- Regia:
- Messa in onda originale: 25 novembre 2018
- Messa in onda italiana: 26 novembre 2019

Homer, su richiesta di Lisa, inizia a diventare un critico di programmi TV.
Quando Krusty legge la recensione dello suo show, prima cerca di far fuori Homer, e poi inizia a lavorare in un circo itinerante.
- Guest star:
- Gag del divano:
- Frase alla lavagna:

## Il buio oltre casa Simpson
- Titolo originale: Daddicus Finch
- Sceneggiatura:
- Regia:
- Messa in onda originale: 2 dicembre 2018
- Messa in onda italiana: 27 novembre 2019

Homer e Lisa iniziano a passare del tempo insieme, e il loro legame si rinforza. Questo fa sì che Bart si senta trascurato, e Marge cerca di aiutare Homer a bilanciare le sue attenzioni verso i figli.
- Guest star:  J. K. Simmons (Dr. Jessup, doppiato in italiano da Tullio Solenghi)
- Gag del divano: Homer dorme sul divano, e ciò si ripete in delle sue allucinazioni in versione acquatica e Bianco e Nero, e, quando lui e gli altri componenti della famiglia Simpson arrivano sul divano con le sembianze di palle arrotondate, si ritorna, per la confusione, alla versione normale, ma l'uomo si sveglia dicendo che il sonno non gli è passato, senza farli sedere.
- Frase alla lavagna: Il mio comportamento pre natalizio offre un grande aiuto all'industria del carbone

## È la trentesima stagione
- Titolo originale: Tis the 30th Season
- Sceneggiatura:
- Regia:
- Messa in onda originale: 9 dicembre 2018
- Messa in onda italiana: 23 dicembre 2019

Marge, sconsolata per non essere riuscita ad acquistare nulla durante il Black Friday, progetta di salvare comunque il Natale.
Homer, Bart e Lisa cercano così di sorprenderla con un viaggio in un resort della Florida.
- Guest star:
- Gag del divano:
- Frase alla lavagna: L'uomo grasso che lavora una notte all'anno è mio padre (Bart è vestito da elfo)

## Impazzito per il giocattolo
- Titolo originale: Mad About the Toy
- Sceneggiatura:
- Regia:
- Messa in onda originale: 6 gennaio 2019
- Messa in onda italiana: 28 novembre 2019

Dopo che Bart ha trovato dei soldatini di plastica nel seminterrato, il nonno inizia a ricordare le foto scattate negli anni '40 come modello per quei soldatini. Quando si rende conto che potrebbe aver rovinato la vita del fotografo dopo averlo involontariamente licenziato, decide di andare a fargli visita.
- Guest star:
- Gag del divano:
- Frase alla lavagna: I miei propositi per il nuovo anno era di abbandonare gli studi

## La bambina dello scuolabus
- Titolo originale: The Girl on the Bus
- Sceneggiatura:
- Regia:
- Messa in onda originale:  13 gennaio 2019
- Messa in onda italiana: 29 novembre 2019

Lisa fa amicizia con Sam, una ragazza con interessi simili e mente sulla propria famiglia per impressionare i genitori intelligenti e sofisticati di Sam.
- Guest star:
- Gag del divano: I Simpson si siedono sul divano, ma trovano Thanos che, con il Guanto dell'Infinito fa sparire tutta la famiglia tranne Maggie che si siede sul divano insieme a lui.
- Frase alla lavagna:

## Sto ballando più grasso che posso
- Titolo originale: I'm Dancing as Fat as I Can
- Sceneggiatura:
- Regia:
- Messa in onda original: 20 gennaio 2019
- Messa in onda italiana: 2 dicembre 2019

Homer prende segretamente lezioni di ballo per farsi perdonare da Marge dopo aver guardato la nuova stagione di "Roba stramba" su Netflix senza di lei.
Nel frattempo Bart partecipa ad un concorso per vincere un carrello pieno di merce Krusty.
- Guest star:
- Gag del divano: I Simpson entrano in un cuore parodizzandolo. Quando il Signor Burns entra nel salotto e prova a mangiarlo, sa che Homer ha un gusto e sapore brutto e lo sputa buttandolo a terra, facendogli esclamare un altro e nuovo dei suoi ''D'oh''.
- Frase alla lavagna:

## Il clown resta nel film
- Titolo originale: The Clown Stays in the Picture
- Sceneggiatura:
- Regia: Timothy Bailey
- Messa in onda originale: 17 febbraio 2019
- Messa in onda italiana: 3 dicembre 2019

Krusty rivela la storia non raccontata del suo passato nel suo film "Le sabbie dello spazio". Bart e Lisa vengono a sapere dei primi anni della relazione dei loro genitori, quando Homer e Marge erano assistenti personali nel film di Krusty.
- Guest star:
- Gag del divano:
- Frase alla lavagna:

## Chi rompe paga
- Titolo originale: 101 Mitigations
- Sceneggiatura:
- Regia:
- Messa in onda originale: 3 marzo 2019
- Messa in onda italiana: 4 dicembre 2019

L'uomo dei fumetti minaccia di portare Homer in tribunale per aver fatto un giro sulla sua macchina di nascosto.
Lisa suggerisce quindi a suo padre di produrre un video di appello, in cui evidenziare i lati buoni del suo carattere, per ottenere una riduzione della pena.
- Guest star:
- Gag del divano: I Simpson sono delle bibite che si siedono sul divano. Quando ad Homer gli fa il solletico la sua macchina che gli mette la birra Duff, cade a terra, versandosi da solo e sporcando il tappeto, e dice di farsi rimettere a posto.
- Frase alla lavagna: Le patatine al chili non entrano come agnelli ed escono come leoni

## Ti voglio (Lei è veramente pesante)
- Titolo originale: I Want You (She's So Heavy
- Sceneggiatura:
- Regia:
- Messa in onda originale: 10 marzo 2019
- Messa in onda italiana: 5 dicembre 2019

Homer e Marge si intrufolano in una fiera degli sposi, e cercano poi di passare una notte romantica, ma cadono dalle scale e si fanno male.
Mentre Marge inizia a fare kitesurf per la riabilitazione, Homer ha un'ernia (che vede anche come allucinazione) che lo rende ancora più indolente del solito.
- Guest star: Wallace Shawn come Wallace l'Ernia (doppiaggio originale), Giancarlo Magalli come Wallace l'Ernia (doppiaggio italiano)
- Gag del divano:
- Frase alla lavagna: Bart disegna uno schema di un torneo con Krusty e Apu come finalisti

## Cliccatevi il calzino
- Titolo originale: E My Sports
- Sceneggiatura:
- Regia:
- Messa in onda originale: 17 marzo 2019
- Messa in onda italiana: 6 dicembre 2019

Dopo che Homer gli ha comprato un nuovo computer con cui gioca ai videogames, Bart inizia ad eccellere negli eSport. Quando la squadra di Bart ha la possibilità di vincere 500000 $ in un torneo di gioco a Seul, Homer decide di allenarlo, e Lisa è sconsolata perché vorrebbe andare in Corea del Sud assieme a loro.
- Guest star:
- Gag del divano:
- Frase alla lavagna:

## Bart contro Grattachecca e Fichetto
- Titolo originale: Bart vs. Itchy & Scratchy
- Sceneggiatura:
- Regia:
- Messa in onda originale: 24 marzo 2019
- Messa in onda italiana: 9 dicembre 2019

Bart decide di protestare con alcuni suoi amici dopo che Krusty ha annunciato il debutto della versione femminile di "Grattachecca e Fichetto".
Poi però Bart viene convinto ad unirsi a un gruppo di protesta guidato da donne dopo essere stato sorpreso a apprezzare il nuovo cartone animato.
- Guest star:
- Gag del divano:
- Frase alla lavagna:

## La ragazza nella banda
- Titolo originale: Girl's in the Band
- Sceneggiatura:
- Regia:
- Messa in onda originale: 31 marzo 2019
- Messa in onda italiana: 10 dicembre 2019

Il direttore della Filarmonica di Capitol City, Victor Kleskow, vuole Lisa nella sua orchestra, e lei dovrà sopportare il suo duro metodo di insegnamento.
Nel frattempo Homer deve fare dei turni alla centrale, così Marge, Bart e Maggie sono costretti a fare lunghi viaggi giornalieri solo per far suonare Lisa nell'orchestra.
- Guest star:
- Gag del divano:
- Frase alla lavagna: Non sono una nonna

## Sono solo una ragazza che non sa dire "Doh"
- Titolo originale: I'm Just a Girl Who Can't Say D'oh
- Sceneggiatura:
- Regia:
- Messa in onda originale: 7 aprile 2019
- Messa in onda italiana: 11 dicembre 2019

Quando il cast e la troupe, scontenti, espellono Llewellyn Sinclair dalla regia dell'"Oklahoma!", Marge si fa avanti per dirigere una produzione scritta da Lisa su Jebediah Springfield.
Nel frattempo Homer si affeziona all'insegnante sexy che gestisce la "Classe papi e io" per bambini" che lui frequenta assieme a Maggie.
- Guest star:
- Gag del divano: Homer fa un disegno delle gambe dei ragazzi nel suo stile intitolandolo "I Miei tre Figli" (In Inglese "My Three Kids").
- Frase alla lavagna: Non scriverò "verifica per favore" sulla dichiarazione dei redditi di Homer

## D'oh Canada
- Titolo originale: D'Oh Canada
- Sceneggiatura:
- Regia:
- Messa in onda originale: 28 aprile 2019
- Messa in onda italiana: 12 dicembre 2019

La famiglia fa un viaggio alle Cascate del Niagara per utilizzare i punti guadagnati con la carta di credito. Ma quando Lisa, cadendo dalle cascate, finisce sul lato canadese, finisce per amare il Canada e decide di risiedere permanentemente lì.
- Guest star:
- Gag del divano:
- Frase alla lavagna: Haw Haw! (Bart colpisce la lavagna che, ruotando, rivela Nelson appiccicato con il nastro adesivo)

## Chi è stato?
- Titolo originale: Woo-Hoo Dunnit
- Sceneggiatura:
- Regia:
- Messa in onda originale: 5 maggio 2019
- Messa in onda italiana: 13 dicembre 2019

Quando il fondo per l'università di Lisa viene rubato, la famiglia cerca di scoprire chi è stato.
- Guest star:
- Gag del divano:
- Frase alla lavagna:

## Persuasione con i cristalli dai capelli blu
- Titolo originale: Crystal Blue-Haired Persuasion
- Sceneggiatura: Rob Lazebnik
- Regia: Timothy Bailey
- Messa in onda originale: 12 maggio 2019
- Messa in onda italiana: 16 dicembre 2019

Il sig. Burns abolisce l'assistenza sanitaria dei bambini per suoi dipendenti, quindi Marge acquista dei cristalli curativi per Bart per il suo disturbo dell'attenzione.
Marge decide di poi venderli per sostenere la sua famiglia, e le vendite aumentano quando si sparge la voce che i cristalli aiutano Bart a ottenere voti migliori.
- Guest star:
- Gag del divano: Il soggiorno è fatto di cartone e i Simpson non si siedono, ma quando arriva Homer cade e ne rompe una parte.
- Frase alla lavagna: Non sfuggirò dalle mie responsabilità (durante l'episodio)